# 07 Vestur
Lo 07 Vestur è un club calcistico di Sandavágur, nelle Isole Fær Øer.

## Storia
Il club è nato effettivamente nel 1993 con il nome di FS Vágar, successivamente è avvenuta la fusione con le squadre MB Miðvágur e SIF Sandavágur e nel 1998 con il SÍ Sørvágur per cercare di avere una squadra di un livello migliore nell'isola Vágar, ma successivamente non avendo avuto grandi conquiste calcistiche nel 2004 le squadre si sciolsero.
Molte persone però volevano ancora avere quella squadra, così nel 2004, il club venne rifondato con il nome di FS Vàgar 2004, nel 2007 avviene la fusione con il SÍ Sørvágur e il nome del club diventa 07 Vestur, il nuovo nome si riferisce sia all'anno di fondazione del nuovo club e la posizione di Vágar dell'isola, che è di circa 7 ° O.

## Palmarès

### Competizioni nazionali
- 1. deild: 5

1977, 1982, 1989, 1999, 2002
- 2. deild: 1

2014

### Altri piazzamenti
- 1. deild:

Secondo posto: 2020
- 2. deild:

Terzo posto: 2008

## Rosa 2012
| N. |                    | Ruolo | Calciatore               |
| -- | ------------------ | ----- | ------------------------ |
| 1  | Fær Øer (bandiera) | P     | Petur Meinhard Magnussen |
| 2  | Fær Øer (bandiera) | D     | Hans Arni Ellefsen       |
| 3  | Fær Øer (bandiera) | C     | Brandur Heinason         |
| 4  | Fær Øer (bandiera) | D     | Rógvi Egilstoft Nielsen  |
| 5  | Fær Øer (bandiera) | C     | Hørður Askham            |
| 7  | Serbia (bandiera)  | C     | Jovan Radinović Panić    |
| 8  | Fær Øer (bandiera) | C     | Holgar Durhuus           |
| 9  | Fær Øer (bandiera) | C     | Hørður Johansen          |
| 10 | Fær Øer (bandiera) | C     | Tór-Ingar Akselsen       |
| 11 | Fær Øer (bandiera) | C     | Brian Olsen              |

| N. |                           | Ruolo | Calciatore       |
| -- | ------------------------- | ----- | ---------------- |
| 12 | Fær Øer (bandiera)        | P     | Eli Poulsen      |
| 13 | Fær Øer (bandiera)        | D     | Emil Mikkelsen   |
| 14 | Fær Øer (bandiera)        | D     | Andrias Eriksen  |
| 15 | Costa d'Avorio (bandiera) | D     | Tehe Aristide    |
| 16 | Fær Øer (bandiera)        | C     | Bjarni Jørgensen |
| 17 | Fær Øer (bandiera)        | C     | Jákup Olsen      |
| 18 | Fær Øer (bandiera)        | C     | Jóhan Selfoss    |
| 20 | Fær Øer (bandiera)        | C     | Elfinn Ørvarodd  |
| 23 | Fær Øer (bandiera)        | C     | Sølvi Egilsson   |
| 24 | Fær Øer (bandiera)        | C     | Ásmund Hansen    |
|    | Costa d'Avorio (bandiera) | C     | Evrard Blé       |
|    | Fær Øer (bandiera)        | D     | Ragnar Nattestad |